# Carl August Koehlmann
Carl August Koehlmann (* 4. Februar 1822 in Naumburg am Bober; † 14. Mai 1877 in Frankfurt (Oder)) war ein deutscher Kaufmann, Rittergutsbesitzer und Unternehmer.
Er gründete 1860 eine erfolgreich expandierende Produktion von Kartoffelstärke. 1875 bis 1877 war Carl August Koehlmann Patron der alten Kirche in Rosengarten.

## C. A. Koehlmann & Co.
Koehlmann gründete im Mai 1860 in Frankfurt (Oder) eine Fabrik, in der Stärkesirup und Stärkezucker produziert wurde. Das Unternehmen entwickelte sich in wenigen Jahren zu einem der führenden dieser Branche in Europa. Am 6. November 1871 erfolgte die Umwandlung in eine Aktiengesellschaft unter dem Namen „Stärke-Zuckerfabrik AG vorm. C.A. Koehlmann & Co.“ Am 26. Februar 1938 wurde die Firma in die Koehlmann-Werke AG umgewandelt.
1939 befassten sich die Koehlmann-Werke mit der Herstellung und dem Vertrieb von Erzeugnissen aus Kartoffeln und anderen landwirtlichen Rohstoffen. Zu den Erzeugnissen gehörten Kartoffelmehl, Kartoffelstärkeerzeugnisse, Stärkesirup, Stärkezucker, Speisesirup, Dextrose, Kulör, Karamell, Dextrin, Deutsches Puddingmehl (Puddingpulver aus Kartoffelstärke), Kartoffelflocken, Kartoffelwalzmehl, Haferflocken, Flachs und Werg. 
1943 bestanden neben dem Werk in Frankfurt (Oder) Stärke- und Kartoffelflockenfabriken in Schneidemühl, Fürstenwalde (hier mit einer Haferflockenfabrik), Wellmitz (mit Sägewerk), Nechlau bei Guhrau (Schlesien) (mit Flachsaufbereitung), Stolp (Pommern) und Loitz (Peene) sowie das Braunkohlenbergwerk Grube Humboldt in Spudlow (Kreis Weststernberg).
Das Werk in Frankfurt (Oder) wurde im Oktober/November 1948 als Reparationsleistung an die Sowjetunion demontiert.  Das als „Koehlmannhof“ bezeichnete Fabrikgelände in der Goepelstraße ist heute eine Industriebrache. Die Koehlmann-Werke AG Stärkefabrik und Sägewerk in Wellmitz wurde am 15. November 1949 demontiert und gesprengt. In Fürstenwalde sind die Fabrikkeller erhalten. Das 1904 in Nechlau eröffnete Werk firmiert 2018 als Wielkopolskie Przedsiębiorstwo Przemysłu Ziemniaczanego S.A. Das Werk für Kartoffelflocken, Kartoffelmehl und Kartoffelbrei in der Strelliner Straße 22–27 im pommerschen Stolp besteht 2018 noch immer und firmiert als STOLON.